# 1928年の音楽
1928年の音楽（1928ねんのおんがく）では、1928年（昭和3年）の世界の音楽分野の動向についてまとめる。

## 概要
- タンパ・レッドのレコーディング・キャリアが始まった[1]。
- スクラッパー・ブラックウェルが、ヴォカリオン・レコードで最初のレコーディングを行った。
- リロイ・カーのレコーディングのキャリアは、「How Long, How Long Blues」のリリースから始まった。
- ケイジャン音楽の最初の録音が行われた
- 11月1日 - ラジオ体操放送開始。

## 洋楽シングル
- アル・ジョルスン「サニー・ボーイ」

## 邦楽シングル
- 佐藤千夜子「波浮の港」（日本初の商業レコードとされている）、「当世銀座節」
- 藤原義江「出船の港」「鉾をおさめて」
- 二村定一・天野喜久代「あお空」「アラビヤの唄」
- 天野喜久代「新銀座行進曲」
- 筑波久仁子「道頓堀行進曲」

## 誕生
- 1月1日 - 三浦洸一（神奈川県、歌手）
- 1月2日 - アルベルト・ゼッダ（指揮者、+2017年・89歳没）
- 1月7日 - エミリオ・ペリコーリ（歌手、+2013年・85歳没）
- 1月10日 - フアト・マンスロフ（指揮者、+2010年・82歳没）
- 1月11日 - 楠トシエ（東京都、歌手）
- 1月14日 - ユッタ・ツォフ（ハープ奏者、+2019年・91歳没）
- 1月20日 - チャーリー石黒（音楽プロデューサー、+1984年・56歳没）
- 1月21日 - 岩淵龍太郎（ヴァイオリニスト、+2016年・87歳没）
- 1月23日 - ジャンヌ・モロー（女優・歌手、+2017年・89歳没）
- 1月27日 - ジャン＝ミシェル・ダマーズ（作曲家、+2013年・85歳没）
- 1月30日 - ルース・ブラウン（歌手、+2006年・78歳没）
- 1月30日 - ミッチ・リー（作曲家、+2014年・86歳没）
- 2月5日 - 河村昭三（音楽実業家、+2008年・80歳没）[2]
- 2月8日1 - オシアン・エリス（ハープ奏者、+2021年・92歳没）
- 2月25日 - ジョージ・ナオペ（歌手・ウクレレ奏者、+2009年・81歳没）
- 2月26日 - 三沢郷（福岡県、作曲家、+2007年・79歳没）
- 2月26日 - ファッツ・ドミノ（歌手・ピアニスト、+2017年・89歳没）
- 3月6日 - 千葉馨（ホルン奏者、+2008年・80歳没）
- 3月16日 - クリスタ・ルートヴィヒ（声楽家、+2021年・93歳没）
- 3月25日 - 関敬六（コメディアン・声優・元歌手、+2006年・78歳没）
- 4月2日 - セルジュ・ゲンスブール（歌手、+1991年・62歳没）
- 4月5日 - トニー・ウィリアムス（歌手、プラターズ、+1992年）
- 4月12日 - ジャン＝フランソワ・パイヤール（指揮者、+2013年・85歳没）
- 4月13日 - 伊藤素道（歌手、+2003年・75歳没）
- 4月24日 - ジョニー・グリフィン（ジャズサクソフォーン奏者、+2008年・80歳没）
- 4月29日 - カール・ガードナー（歌手、ザ・コースターズ、+2011年・83歳没）
- 5月2日 - ホルスト・シュタイン（、指揮者、+2008年・80歳没）
- 5月4日 - メイナード・ファーガソン（、トランペット奏者、+2006年・78歳没）
- 5月5日 - 斎東満（浪曲師、+2010年・82歳没）
- 5月8日 - 和田昭治（歌手、デューク・エイセス、+2014年・85歳没）
- 5月23日 - ローズマリー・クルーニー（、歌手・女優、+2002年・74歳没）
- 5月25日 - ヒダシュ・フリジェシュ（作曲家、+2007年・78歳没）
- 5月29日 - 佐藤勝（北海道、作曲家、+1999年・71歳没）
- 5月30日 - グスタフ・レオンハルト（鍵盤楽器奏者・指揮者、+2012年・83歳没）
- 6月4日 - ミラン・シュカンバ（スメタナ弦楽四重奏団、+2018年）
- 6月12日 - ヴィック・ダモーン（歌手・俳優、+2018年・89歳没）
- 6月19日 - トミー・デヴィート（歌手、フォー・シーズンズ、+2020年・92歳没）
- 6月30日 - ジューン・ヴァリ（歌手、+1993年・64歳没）
- 7月6日 - 関屋晋（指揮者、+2005年・76歳没）
- 7月13日 - アル・レックス（ベーシスト、ビル・ヘイリー&ヒズ・コメッツ、+2020年・91歳没）
- 7月23日 - レオン・フライシャー（ピアニスト・指揮者、+2020年・92歳没）
- 7月26日 - ジョセフ・ジャクソン（ギタリスト、ファルコンズ、+2018年・89歳没）
- 7月30日 - 荒井注（コメディアン、ザ・ドリフターズ、+2000年・71歳没）
- 8月7日 - ハーブ・リード（歌手、プラターズ、+2012年）
- 8月9日 - カミラ・ウィックス（ヴァイオリニスト、+2020年・92歳没）
- 8月10日 - ジミー・ディーン（カントリー歌手・俳優・実業家、+2010年・81歳没）
- 8月10日 - エディ・フィッシャー（、歌手、+2010年・82歳没）
- 8月16日 - イーディ・ゴーメ（ミュージシャン、+2013年・84歳没）
- 8月16日 - カルロ・カーヴァ（バス歌手、+2018年・89歳没）
- 8月22日 - カールハインツ・シュトックハウゼン（、作曲家、+2007年・79歳没）
- 8月24日 - カールハインツ・ツェラー（フルート奏者、+2005年・76歳没）
- 8月25日 - 三條美紀（女優・元歌手、+2015年・86歳没）
- 8月28日 - テキサス・ビル・ストレングス（ミュージシャン）
- 8月29日 - 有賀のゆり（チェンバロ奏者、+2015年・86歳没）
- 9月1日 - 高萩保治（音楽教育学者、+2016年・88歳没）
- 9月2日 - ホレス・シルヴァー（ジャズピアニスト、+2014年・85歳没）
- 9月5日 - アルベルト・マンゲルスドルフ（ジャズトロンボーン奏者、+2005年・76歳没）
- 9月5日 - ジョイス・ハット（ピアニスト、+2006年・77歳没）
- 9月6日 - エフゲニー・スヴェトラーノフ（指揮者・ピアニスト、+2002年・73歳没）
- 9月8日 - 五十嵐喜芳（声楽家、+2011年・83歳没）
- 9月9日 - ハルトムート・クルーク（指揮者、+2019年・90歳没）
- 9月15日 - キャノンボール・アダレイ（、サックス奏者、+1975年・46歳没）
- 9月16日 - 長岡純子（ピアニスト、+2011年・82歳没）
- 9月17日 - 園田高弘（東京都、ピアニスト、+2004年・76歳没）
- 9月25日 - フランツ・バウアー＝トイスル（指揮者、+2010年）
- 9月28日 - ココ・テイラー（歌手、+2009年・80歳没）
- 9月29日 - マルティン・トゥルノフスキー（指揮者、+2021年・92歳没）
- 10月9日 - エイノユハニ・ラウタヴァーラ（作曲家、+2016年・87歳没）
- 10月10日 - レイラ・ジェンチェル（歌手、+2008年・79歳没）
- 10月23日 - 三佳令二（東京都、作詞家・音楽プロデューサー、+2009年・80歳没）
- 11月5日 - ドヴィ・エルリー（ヴァイオリニスト、+2012年・83歳没）
- 11月10日 - エンニオ・モリコーネ（、作曲家、+2020年・91歳没）
- 12月2日 - イェルク・デームス（ピアニスト、+2019年・90歳没）
- 12月18日 - ヨアヒム・カイザー（音楽評論家・作家、+2017年・88歳没）
- 12月22日 - 大岩祥浩（アルゼンチン・タンゴ研究家、+2009年・81歳没）[3]
- 12月30日 - ボ・ディドリー（、歌手・ギタリスト、+2008年・79歳没）

月日不明
- 大木恵子（音楽プロデューサー、+2014年・85歳没）
- 藤田敏雄（劇作家・作詞家、+2020年・92歳没）
- ホセ・ルイス・デ・デラス（作曲家、+2018年・90歳没）
- 山田廣作（音楽プロデューサー、+2017年・76歳没）

## 死去
- 5月11日 - エミール・ボーンケ、ヴィオラ奏者・作曲家・指揮者（* 1888年）
- 8月12日 - レオシュ・ヤナーチェク（、作曲家、*1854年）
- 12月18日 - リュシアン・カペー、音楽家（* 1873年）